# Fritada (basca)
A fritada é um prato típico do País Basco (Espanha) composto por carne de vaca frita e seguidamente estufada num molho de tomate e pimento. O molho é preparado refogando em azeite cebola picada, a que se junta alho e pimento verde cortado em tiras e uma pitada de açúcar; deixa-se apurar em fogo brando. Separadamente, doura-se carne de vaca partida em pequenos pedaços, junta-se ao molho e deixa-se estufar até ficar tenra. Recomenda-se que seja preparada no dia anterior. 